# Acugi
Acugi (jap. 厚 木 市 - Acugi-ši; anglickým přepisem Atsugi (-shi)) je město v Japonsku na ostrově Honšú v prefektuře Kanagawa. Leží na řece Sagami, v minulosti s velkým říčním přístavem.
Po 2. světové válce sloužilo jako letecká vojenská základna USA. V současnosti je zemědělským centrem oblasti s vyspělou dopravní infrastrukturou a spojením s Tokiem. Kromě zemědělského je zde rozvinut i automobilový a elektrotechnický průmysl.

## Rodáci
- Juki Nagasatoová (* 1987) – fotbalistka
- Asano Nagasatoová (* 1990) – fotbalistka